# 當納斯格羅夫鎮區 (伊利諾伊州杜佩奇縣)
當納斯格羅夫鎮區（英語：Downers Grove Township）是位於美國伊利諾伊州杜佩奇縣的一個行政鎮區。

## 地方資料
根據2010年美國人口普查的數據，當納斯格羅夫鎮區的面積為131.90平方千米，當中陸地面積為128.40平方千米，而水域面積為3.50平方千米。當地共有人口148570人，而人口密度為每平方千米1,126.38人。